# Poivron de piquillo
Pour les articles homonymes, voir Piquillo.

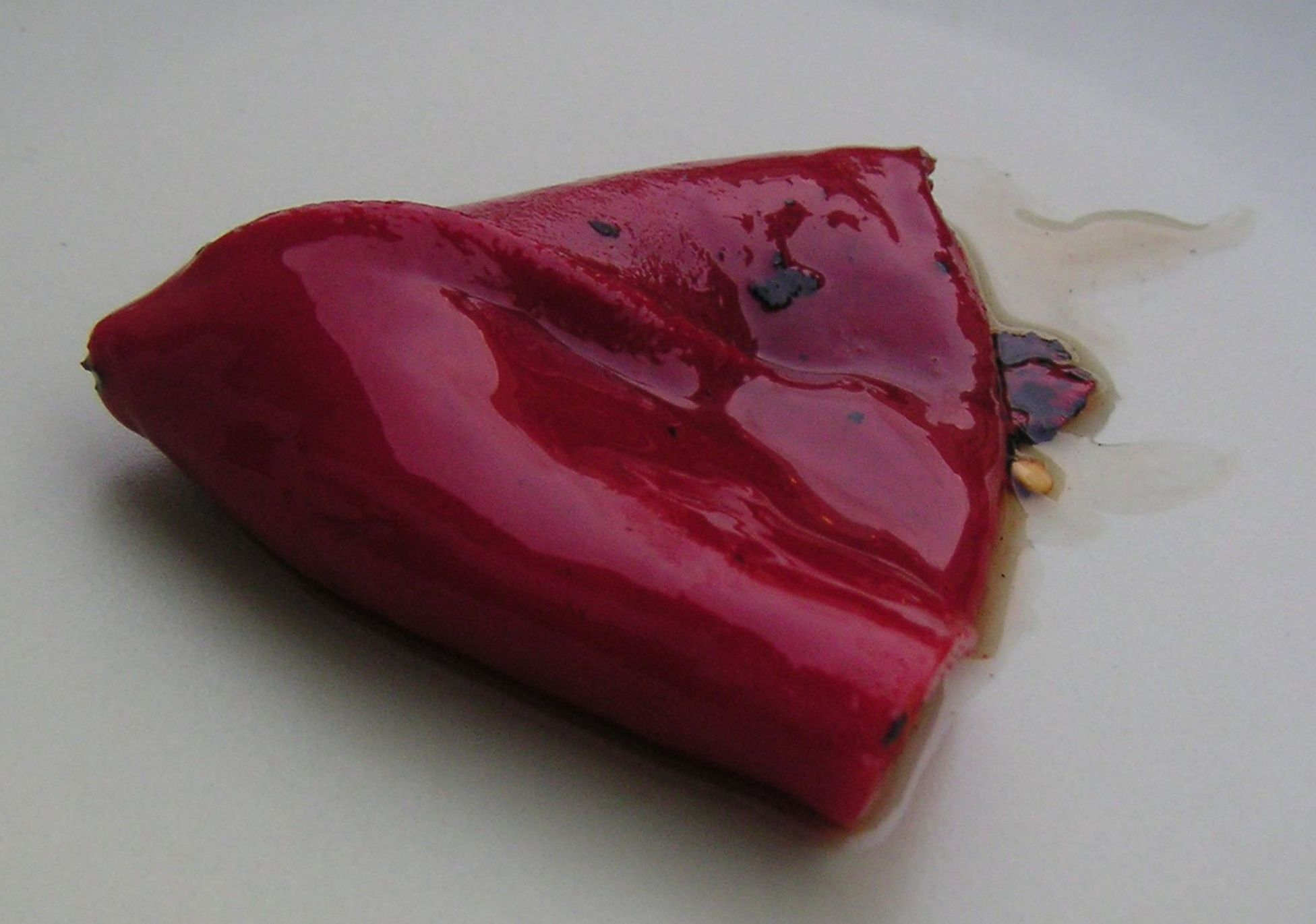
Pimiento del piquillo.

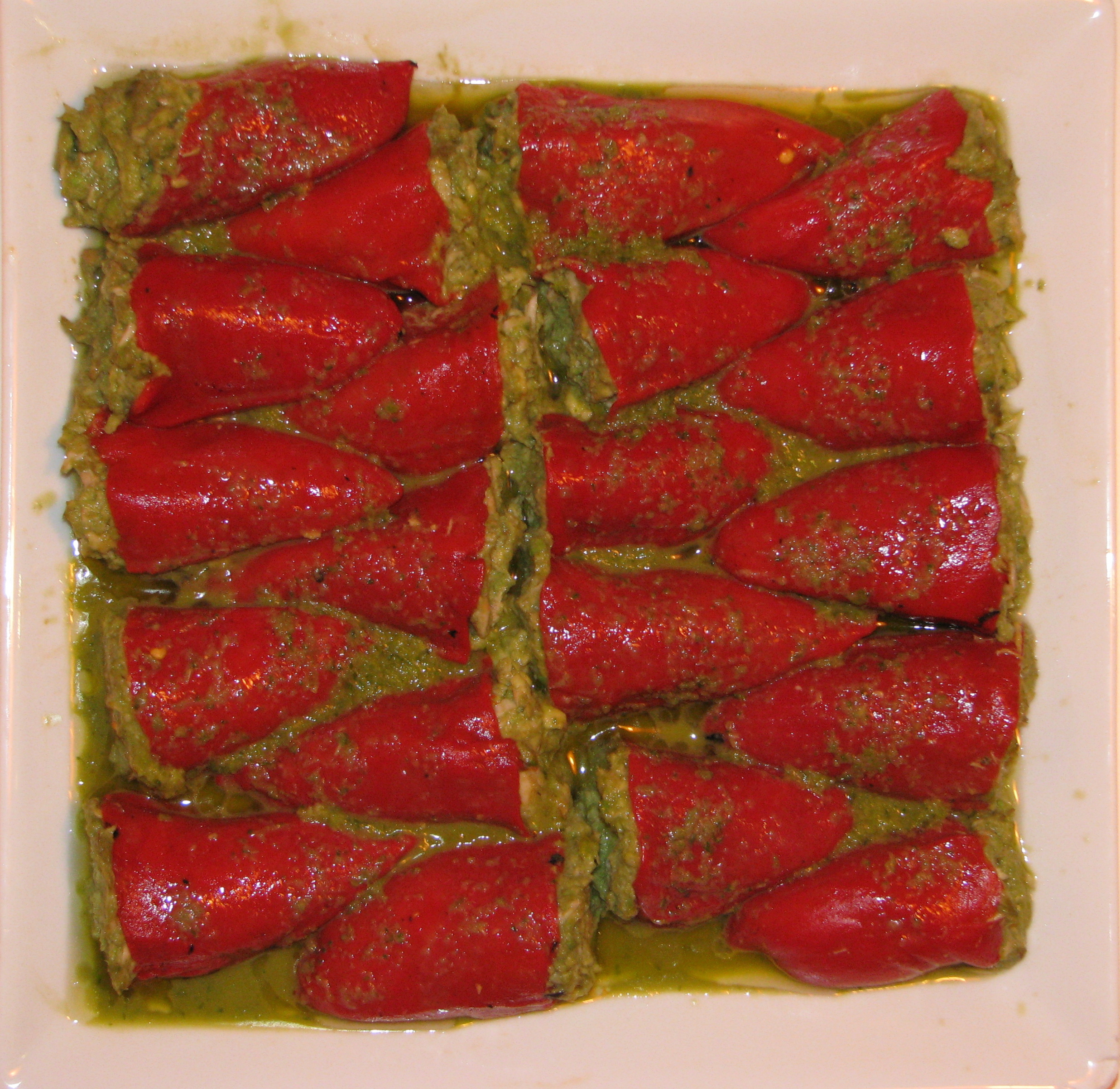
Pimientos del piquillo farcis de bonite.

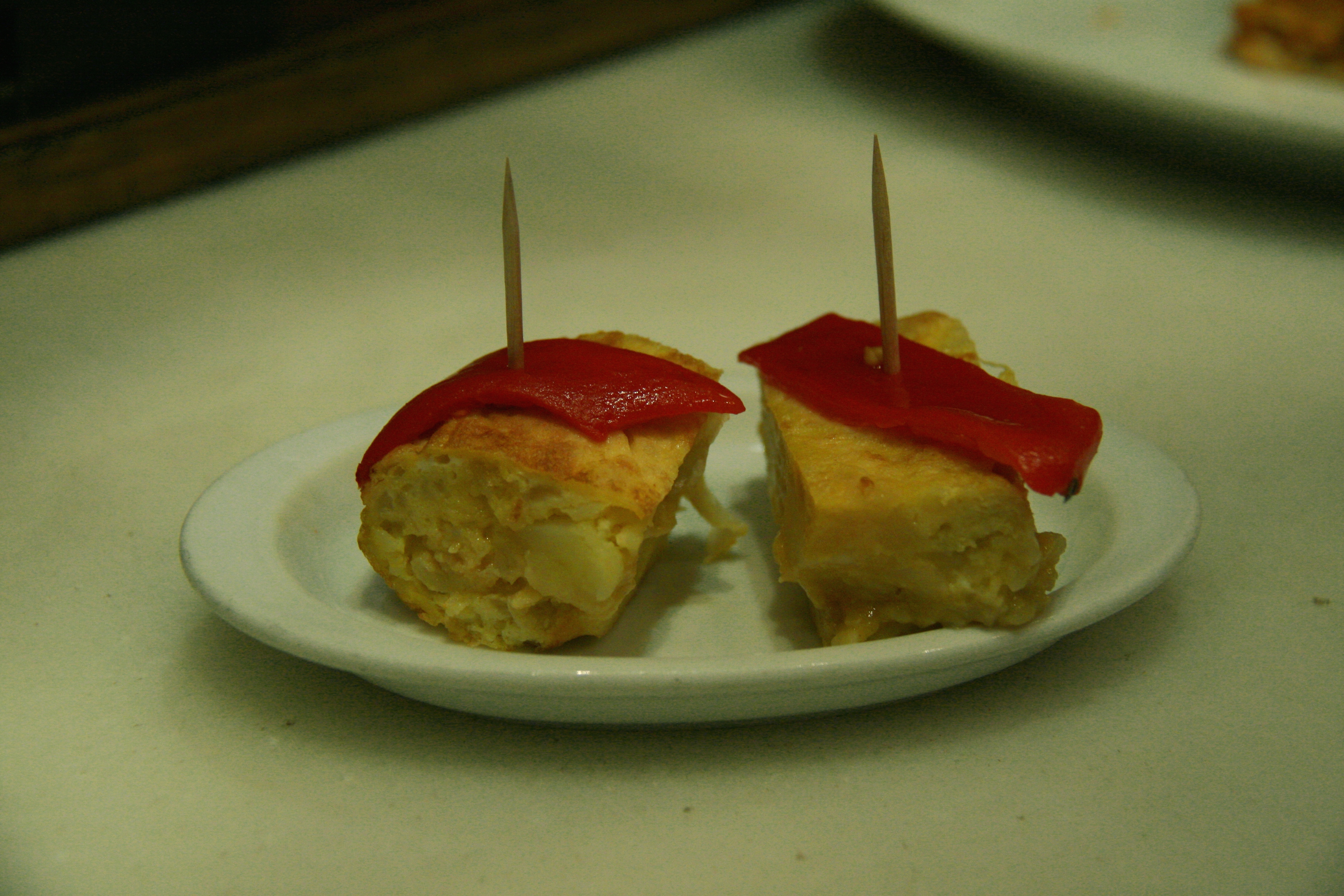
Parfois ils s'emploient comme décoration pour tapas ou pintxo.

Le poivron de piquillo (pimiento del piquillo ou pimiento de piquillo en espagnol ou Pikillo piper en basque) est un type de poivron produit à Lodosa (Navarre). Celui produit en Espagne est protégé par la Denominación de Origen Piquillo de Lodosa (Dénomination d'Origine). Il est préparé généralement au four et dans la majorité des cas on le trouve conditionné en bocaux.

## Caractéristiques
La forme est triangulaire, environ 7 cm de longueur, peu charnue, la peau est dure et rouge foncé. On admet des rayures vertes le long de leur chair qui sont appelées entreverados et qui, paradoxalement sont plus appréciées des producteurs eux-mêmes pour leur utilisation que des étrangers.
La particularité de ce produit est sa forme de préparation pour le conditionnement dans des boîtes de conserve. Le processus consiste à les rôtir, ou bien les cuire sur une surface de charbon végétal ou par gaz dans un cylindre dans lequel le processus ne doit jamais entrer en contact avec l'eau, parce qu'ils perdraient l'arôme et la saveur.

## Histoire
L'origine des poivrons se situe en Amérique du Sud et remonte aux temps pré-incas. Dans son premier voyage, Christophe Colomb a apporté en Europe les piments américains. Avec les années on a développé différentes variétés de poivrons en Espagne, dont l'une est le piquillo. C'est la raison pour laquelle on attribue généralement sa nationalité à ce pays, en particulier à la ville de Lodosa où il est cultivé. Entre 1994 et 1996 on a exporté des semences de ce légume au Pérou, qui ont été ensemencées et récoltées par des chefs d'entreprise péruviens.

## Préparations
On prépare généralement des garnitures, à la poêle (réchauffés dans une poêle avec un peu de sucre, un peu de vinaigre de Modène, sel et huile jusqu'à ce que la sauce qui se détache épaississe et caramélise) ou aussi cru (avec un peu d'huile olive vierge, sel et ail haché finement). On l'accompagne généralement avec de la viande ou avec une tortilla de pommes de terre et de poissons bleus. Sa préparation sous forme de garniture est très populaire étant donné les caractéristiques résistantes de sa peau qui permet d'employer tout type de remplissage, elle peut être couverte de diverses variantes, comme le boudin avec du riz, de morue, etc.